# Оксиарт
Оксиарт (др.-перс. 𐎢𐎺𐎧𐏁𐎫𐎼, др.-греч. Όζυάρτης; IV век до н. э.) — аристократ империи Ахеменидов. После вторжения Александра Македонского несколько лет воевал против македонян, однако затем перешёл на их сторону. Возможно, это было связано с женитьбой Александра Македонского на дочери Оксиарта Роксане. Через несколько лет македонский царь назначил своего тестя сатрапом Паропамисад. На этой должности Оксиарт пробыл как минимум до 316 года до н. э.

## Биография

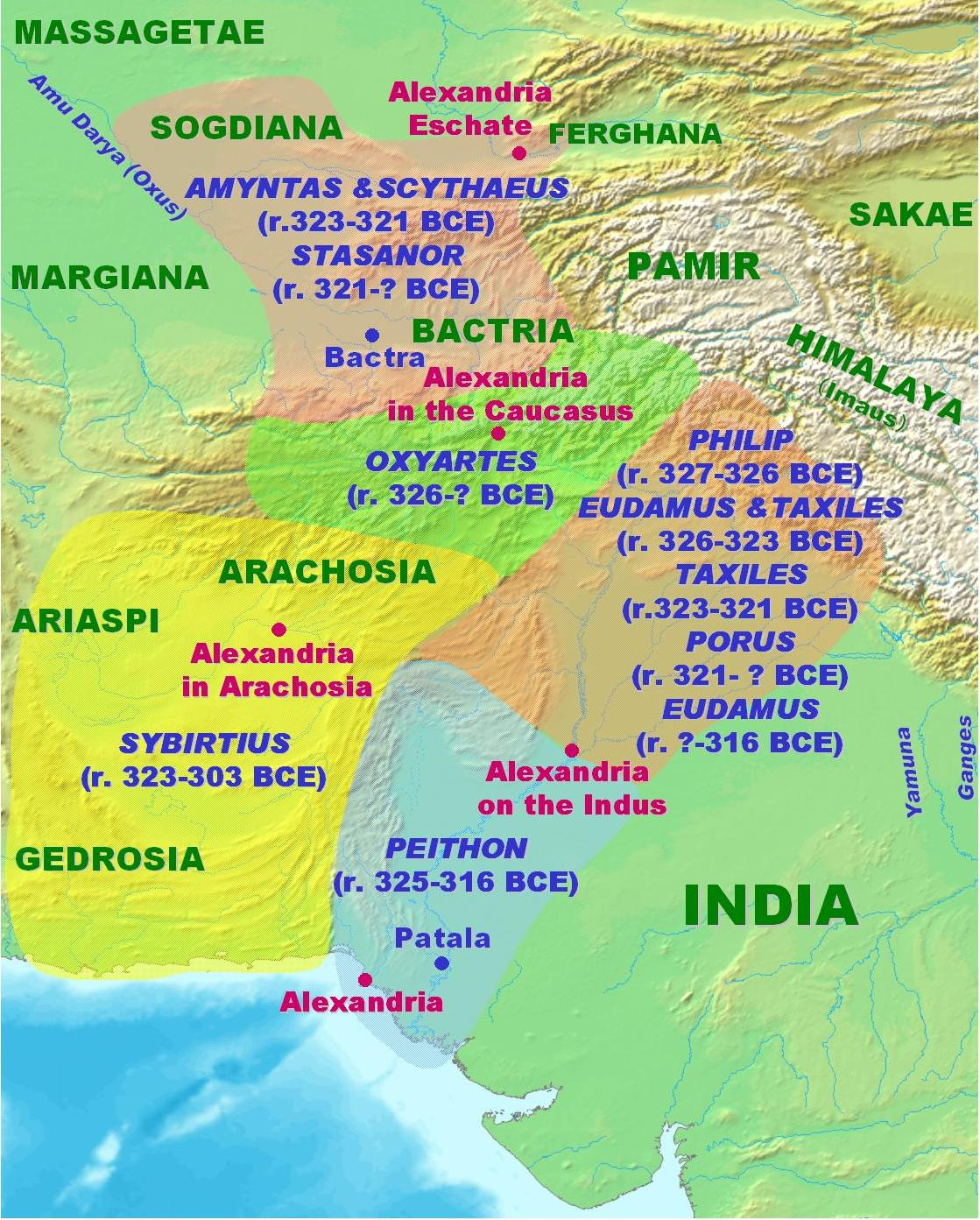
Оксиарт был сатрапом Паропамисад

Оксиарт принадлежал к согдийской или бактрийской знати и владел небольшой областью в составе сатрапии Бактрия. На бактрийском языке имя персонажа звучало как Вахшувар. Оно было теофорным, обозначало «избранный [бога] Вахшу», либо «верящий в бога Вахшу», либо «охраняемый богом Вахшу». Божество Вахшу было связано с рекой Амударья, которая на греческом звучала как «Окс». Соответственно, «Оксиарт» было греческой формой имени «Вахшувар».
Оксиарт участвовал в противостоянии персов македонянам во время походов Александра Македонского. Детали его биографии в этот период в античных источниках противоречивы. Впервые Оксиарт упомянут в связи с событиями 329 года до н. э., когда он во главе согдийских всадников последовал к Бессу во время его отступления к Наутаке в Согдиане. После казни Бесса, к выдаче которого македонянам возможно имел отношение и Оксиатр, он продолжил сопротивление. Античные источники и современные историки приводят несколько версий перехода Оксиарта на сторону Александра. Арриан писал, что к македонянам в 327 году до н. э. в плен попали жена и дети Оксиарта, в том числе его дочь Роксана. Девушка произвела впечатление на Александра, который захотел взять её в жёны. После того как об этом узнал Оксиарт, он прибыл в лагерь македонян, где был принят с особым почётом. Вскоре Оксиарт стал посредником между Александром и Сисимифром. Его миссия была успешной. Оксиарт убедил Сисимифра сдаться самому и сдать крепость, ибо «нет такого места, которого не взял бы силой Александр и его войско». Тем самым с помощью Оксиарта Александр дипломатическим путём завершил горную войну.
Квинт Курций Руф несколько по другому передаёт последовательность событий, а также ошибочно называет Оксиарта «сатрапом». Уже после перехода Сисимифра на сторону македонян Александр «прибыл в область, во главе которой стоял знатный сатрап Оксиарт, он сдался на милость царя». Одним из требований Александра стало зачисление в его войско двух из трёх сыновей Оксиатра. Согласно античному историку, сатрап передал в македонское войско всех трёх сыновей. Во время пира в зал вошли 30 девушек, среди которых была и дочь Оксиарта Роксана, в которую Александр влюбился с первого взгляда. По настоянию царя, там же была проведена свадебная церемония. Приближённые Александра весьма прохладно отнеслись к такому экстравагантному действию своего царя: «Стыдно было приближённым, что царский тесть был выбран во время пира и попойки из числа покорённых. Но … на привыкших к раболепию лицах выражалось одобрение».
Впоследствии Оксиарт прибыл к Александру во время его пребывания в Индии, где, возможно, при содействии дочери Роксаны был назначен сатрапом Паропамисад вместо Тириеспа. Таким образом владения Оксиарта стали включать большую часть восточной Бактрии от Гиссара на севере до Гиндукуша на юге. Впоследствии Александр ввёл в царскую агему сына Оксиарта Итана, что также свидетельствовало о доверии молодого царя к своему тестю. От Александра Оксиарт получил особое право на чеканку монет. В Паропамисадах был обустроен первый монетный двор в Бактрии, на котором при Оксиарте, как минимум, было отчеканено два монетных типа статеров.
После смерти Александра за Оксиартом был дважды подтверждён статус сатрапа Паропамисад: при Вавилонском разделе 323 года до н. э. и разделе в Трипарадисе 321/320 года до н. э. Во время второго передела империи свой пост сатрапов потеряли два перса. Тот факт, что Оксиарт сохранил свои владения, могло быть связано с его родственными связями с Александром, чей престиж на тот момент был ещё очень высок.
В 318/317 году до н. э. Оксиарт примкнул к коалиции сатрапов против правителя Мидии Пифона, отправив 1200 воинов и 400 всадников под командованием некоего Андробаза. Впоследствии войска Оксиарта вместе с контингентами других правителей Верхних сатрапий сражались на стороне Эвмена против Антигона Одноглазого. После поражения Эвмена Оксиарт сохранил власть в Паромисадах. Новый затяжной военный поход вглубь Азии не входил в планы Антигона, который стремился принять участие в борьбе за Восточное Средиземноморье, а смещение Оксиарта требовало времени и большого войска.
Дальнейшая судьба Оксиарта, как и дата его смерти, неизвестна. По мнению С. В. Смирнова, Оксиарт правил Паропамисадами при Антигоне, а затем при Селевке и даже мог участвовать в военном походе последнего в Индию. Также, возможно при Оксиарте был построен храм Окса, раскопки которого проводились в XX—XXI веке. Объект был добавлен в предварительный список Всемирного наследия ЮНЕСКО 9 ноября 1999 года в категории «Культурное наследие».

## В литературе
Оксиарт в качестве второстепенного персонажа появляется в художественных произведениях об Александре Македонском «Огни на курганах» В. Г. Яна, «Александр Македонский. Победитель» Э. Маршалла, «В глуби веков» Л. Ф. Воронковой.

### Исследования
- Кошеленко Г. А. Становление денежного обращения на эллинистическом востоке // Российская археология. — Наука, 2006. — № 3. — С. 95—105. — ISSN 0869-6063.
- Кошеленко Г. А., Гаибов В. А. Судьбы сатрапов Востока. Эпоха Александра Македонского // Проблемы истории, филологии, культуры. — Магнитогорский государственный технический университет им. Г. И. Носова, 2007. — № 17. — С. 202—222. — ISSN 1992-0431.
- Кошеленко Г. А., Гаибов В. А. Эллинистический Восток: колонизация верхних сатрапий (масштабы, динамика, характер) // Проблемы истории, филологии, культуры. — Магнитогорский государственный технический университет им. Г. И. Носова, 2014. — Вып. 44, № 2. — С. 141—175. — ISSN 1992-0431.
- Пичикян И. Р. Культура Бактрии (Ахеменидский и эллинистический периоды) / ответственный редактор Б. А. Литвинский. — М.: Главная редакция восточной литературы, 1991. — 343 с. — ISBN 5-02-017234-0.
- Ртвеладзе Э. В. Александр Македонский в Бактрии и Согдиане. Историко-географические очерки. — Ташкент, 2002.
- Смирнов С. В. Государство Селевка I (политика, экономика, общество). — М.: Русский фонд содействия образовании и науки, 2013. — ISBN 978-5-91244-099-1.
- Смирнов С. В. Пифон — наследник Александра в тени великих современников // Вестник древней истории. — М.: Наука, 2014. — Вып. 290, № 3. — С. 31—46.
- Шахермайр Ф. Александр Македонский. — Ростов-на-Дону: Феникс, 1997. — 576 с. — ISBN 5-85880-313-Х.
- Billows R. Antigonos the One-eyed and the Creation of the Hellenistic State (англ.). — Berkeley; Los Angeles; London: University of California Press, 1997. — ISBN 0-520-20880-3.
- Heckel W. Who's Who in the Age of Alexander and his Successors. From Chaironea to Ipsos (338—301 BC) (англ.). — Barnsley: Greenhill Books, 2021. — 554 p. — ISBN 978-1-78438-648-1.
- Schmitt R[англ.]. Oxyartes (англ.). iranicaonline.org. Encyclopædia Iranica (20 июля 2002). Дата обращения: 18 мая 2023.